# It's You (Ali Gatie)
It's You è un singolo del cantante canadese Ali Gatie, pubblicato il 14 giugno 2019 come secondo estratto dal primo EP You.

## Video musicale
Il video musicale è stato reso disponibile il 18 luglio 2019.

## Tracce
Testi e musiche di Ali Gatie, Adrian Allahverdi, Andrew Wansel, Nathan Perez, Nicholas Adam Schiavone e Samuel Wishkoski.
Download digitale
1. It's You – 3:32

Download digitale (versione acustica)
1. It's You (versione acustica) – 3:40

## Formazione
Musicisti
- Ali Gatie – voce
- Adriano – chitarra, strumentazione, programmazione
- Happy Perez – chitarra, strumentazione, tastiera, programmazione
- Pop Wansel – strumentazione, tastiera, programmazione
- Sam Wish – strumentazione, tastiera, programmazione

Produzione
- Adriano – produzione
- Happy Perez – produzione
- Pop Wansel – produzione
- Sam Wish – produzione
- Andrew "Schwifty" Luftman – coordinazione
- Geno Sims – coordinazione
- Sarah "Goodie Bag" Shelton – coordinazione
- Zvi "Angry Beard Man" Edelman – coordinazione
- Joe Gallagher – ingegneria del suono
- Chris Gehringer – mastering
- Will Quinnell – mastering
- Mark "Spike" Stent – missaggio
- Geoff Swan – assistenza al missaggio
- Michael Freeman – assistenza al missaggio

## Classifiche

### Classifiche settimanali
| Classifica (2019) | Posizione massima |
| ----------------- | ----------------- |
| Australia         | 22                |
| Belgio (Fiandre)  | 51                |
| Belgio (Vallonia) | 72                |
| Canada            | 25                |
| Danimarca         | 32                |
| Estonia           | 29                |
| Francia           | 164               |
| Germania          | 72                |
| Grecia            | 42                |
| Irlanda           | 24                |
| Lettonia          | 17                |
| Libano            | 9                 |
| Lituania          | 25                |
| Malaysia          | 1                 |
| Norvegia          | 17                |
| Nuova Zelanda     | 10                |
| Paesi Bassi       | 46                |
| Portogallo        | 21                |
| Repubblica Ceca   | 42                |
| Regno Unito       | 45                |
| Singapore         | 7                 |
| Slovacchia        | 52                |
| Stati Uniti       | 70                |
| Svezia            | 27                |
| Svizzera          | 21                |

### Classifiche di fine anno
| Classifica (2019) | Posizione |
| ----------------- | --------- |
| Australia         | 56        |
| Canada            | 65        |
| Lettonia          | 60        |
| Malaysia          | 5         |
| Nuova Zelanda     | 43        |
| Portogallo        | 70        |
| Svizzera          | 55        |
| Classifica (2020) | Posizione |
| Portogallo        | 112       |